# Happy Birthday (film, 2015)
Pour les articles homonymes, voir Happy Birthday.
Pour plus de détails, voir Fiche technique et Distribution.
Happy Birthday est un film dramatique brésilien sorti en 2015 et écrit et réalisé par l'acteur et réalisateur Paulo Leão,.
Happy Birthday possède un palmarès de sélection officielle dans plus de cinquante festivals de films internationaux et de plusieurs nominations et récompenses.
Le film est présenté dans plus de vingt pays sur cinq continents.
Dans le style indépendant, le film met en vedette le réalisateur lui-même.
Dans cette production, la devise était « une caméra dans la main et une idée dans la tête », la même que celle utilisée par Glauber Rocha et Cinema Novo.

## Synopsis
Un homme solitaire attend l'arrivée de ses invités pour fêter son anniversaire. Pendant cette attente, l'anxiété augmente, provoquant un mélange de souvenirs et de délires.

## Fiche technique
- Titre original : Happy Birthday
- Réalisation : Paulo Leão
- Scénario : Paulo Leão
- Production : Paulo Leão
- Producteur associé : OlharFilmes/Samsara Film
- Distribution : OlharFilmes/Samsara Film
- Durée : 11 minutes
- Genre : drame
- Pays : Brésil
- Langue : Portugais
- Format : couleur et noir et blanc
- Date de sortie :
  - Espagne : 2016

## Distribution
- Paulo Leão : l'homme[5]
- Mariana Levenhagen : la fille
- Vitor Levenhagen : le fils
- Rayanne Rocha : la petite amie

## Lancement
La production se termine en 2015 et le film sort l'année suivante, en 2016, en Espagne, au Barcelona Planet Festival.

## Festivals
Sélections officielles :
- Barcelona Planet Film Festival (bande-annonce), 2016, Espagne
- The Montly Film Festival (bande-annonce), 2016, États-Unis
- Headline International Film Festival (HIFF), 2016, États-Unis
- GoldenSun Short Film Festival, 2016, Malte
- North American Film Awards (NAFA), 2016, États-Unis
- TOFF Film Festival, 2016, En ligne
- Los Angeles Cine Fest, 2016, États-Unis
- 2ª Muestra Iberoamericana de Cine de Taxco, 2016, Mexique
- Premios Latino, Cine de Oro, 2016, Espagne
- Ozark Shorts, 2016, États-Unis
- Golden Frames, 2016, Inde
- All Lights India International Film Festival, 2016, Inde
- TIF Video Challenge, 2016, Chypre
- Ekurhuleni International Film Festival, 2016, Afrique du Sud
- Indie Wise, 2016, États-Unis
- Kinosmena Short Film Festival, 2016, Biélorussie
- Allucinema Film Festival, 2016, Mexique
- Grand Off, prix du film indépendant, 2016, Pologne
- Blow-Up, Chicago International Arthouse Film Fest, 2016, États-Unis
- Festival de Cortometrajes José Francisco Rosado, 2016, Espagne
- Grande Convention IndieWise, 2016, États-Unis
- Indie Wise FREE Virtual Festival, en ligne, 2017
- United King Screen One International Film Festival 2017 (bande-annonce), Écosse
- Miami Epic Festival 2017, États-Unis
- AM Egypt Film Festival, 2017, Le Caire, Égypte
- Cinema of the World (CWIFF), 2017, Inde
- Quarzazate International Film Festival, 2017, Berlin, Allemagne
- Cardiff International Film Festival, 2017, Pays de Galles, Royaume-Uni
- AFC Global Fest 2017, Calcutta, Inde
- STIFF (San Marino Torinese International Film Festival), 2018, Italie
- Grand IndieWise Convention 2018, Miami, Floride, États-Unis
- Miami Epic Festival 2018, États-Unis
- San Mauro Film Festival 2018, Turin, Italie
- InShort Film Festival 2018, Lagos, Nigéria
- Cante e Conte Film Festival 2019, Minas Gerais, Brésil
- Lift-Off Global Network 2023, Filmmaker Sessions at Pinewood Studios, Royaume-Uni et Raleigh Studios, Holywood, Berlin, Tokyo, Manchester, Austin, New York, Toronto, Los Angeles, Amsterdam et Paris
- Serbest International Film Festival (SIFF), 2023, Moldavie
- Cinema Of The World (CWIFF), 2023, Émirats Arabes Unis, Inde et États-Unis
- Black & White Film Festival (trailer), 2024, Toronto, Canada
- WideScreen Film & Music Video Festival, 2024, Toronto, Canada
- ShortVerse,2024, streaming
- Black & White Film Festival (film), 2024, Toronto, Canada
- Festival for Trailers Monthly, 2025, Los Angeles, États-Unis
- Kuala Lumpur International Film Academy Awards - 2025 - Kuala Lumpur - Malaysia
- WILDsound Daily Festival (trailer) - 2025 - online
- Lift-Off Filmmakers Sessions volume 3 - 2025 - Angleterre
- WideScreen Film & Music Video Festival 2025 - Canada

## Distinctions

### Récompenses
| Année | Cérémonie ou récompense                               | Prix                        | Réf    |
| ----- | ----------------------------------------------------- | --------------------------- | ------ |
| 2016  | Headline International Film Festival Canada           | Meilleur Film               | [ 6 ]  |
| 2016  | North American Film Awards USA                        | Meilleur Realisateur        | [ 7 ]  |
| 2023  | Cinema Of The World International Film Festival India | Great Talent Award          | [ 8 ]  |
| 2024  | WideScreen Film & Music Video Festival Canada         | Mention Honorable (trailer) | [ 9 ]  |
| 2024  | WideScreen Film & Music Video Festival Canada         | Mention Honorable (film)    | [ 3 ]  |
| 2024  | Black & White Film Festival - Canada                  | Best Experimental Film      | [ 10 ] |
| 2025  | Festival for Trailers Monthly - USA                   | Best Cinematography         | [ 11 ] |

### Nominations
| Année | Cérémonie ou récompense                                            | Prix                                          | Réf    |
| ----- | ------------------------------------------------------------------ | --------------------------------------------- | ------ |
| 2016  | Grand Indie Wise Convention USA                                    | Meilleur Film                                 | [ 3 ]  |
| 2016  | North American Film Awards USA                                     | Meilleur Realisateur                          | [ 7 ]  |
| 2017  | Allucinema Fest 2017 México                                        | Meilleur Film - Demi-Finaliste                | [ 3 ]  |
| 2017  | Miami Epic Trailer Festival USA                                    | Melhor Trailer Internacional - Demi-Finaliste | [ 3 ]  |
| 2017  | United King Screen One International Film Festival Scotland        | Meilleure Bande-Annonce internationale        | [ 3 ]  |
| 2018  | Grand IndieWise Convention 2018 USA                                | Meilleur Film                                 | [ 3 ]  |
| 2018  | Miami Epic Festival 2018 USA                                       | Meilleur Film                                 | [ 3 ]  |
| 2018  | San Mauro Film Festival Turin Italy                                | Meilleur Film                                 | [ 3 ]  |
| 2018  | STIFF (San Marino Torinese International Film Festival 2018 Italy) | Meilleur Film - Demi-Finaliste                | [ 3 ]  |
| 2023  | Cinema Of The World International Film Festival India              | Divers                                        | [ 12 ] |
| 2023  | Serbest International Film Festival (SIFF) Moldávia                | Divers - Demi-Finaliste                       | [ 3 ]  |

### Galerie

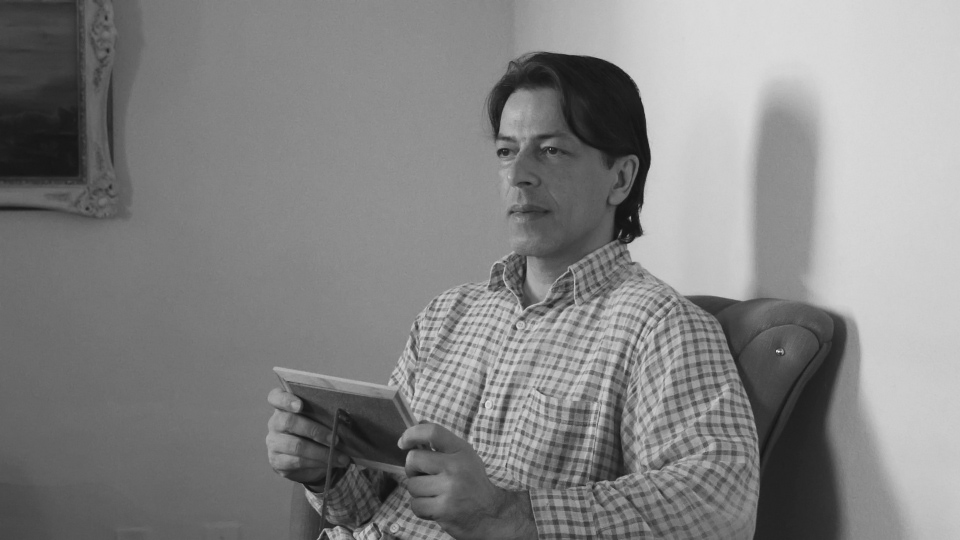
Paulo Leão dans une scène du film Happy Birthday
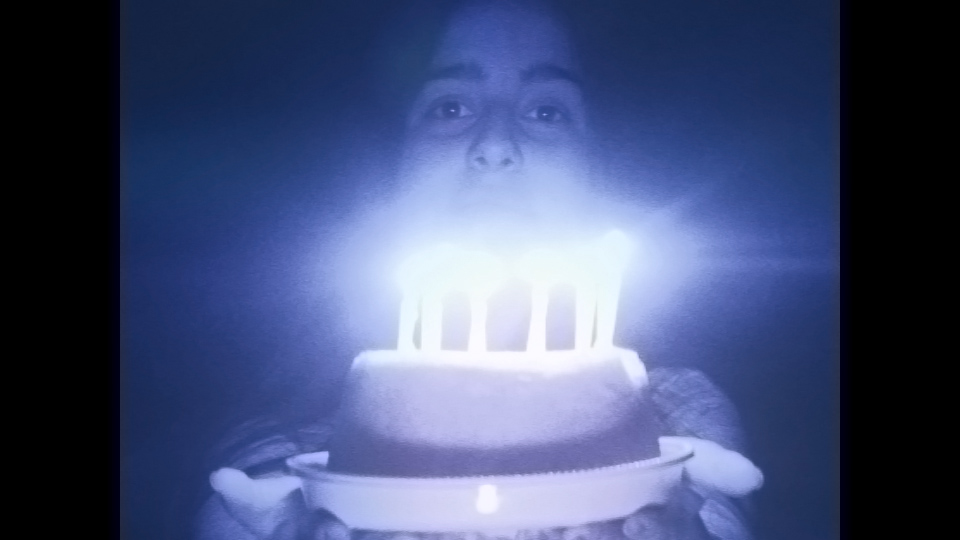
Scène de la célébration
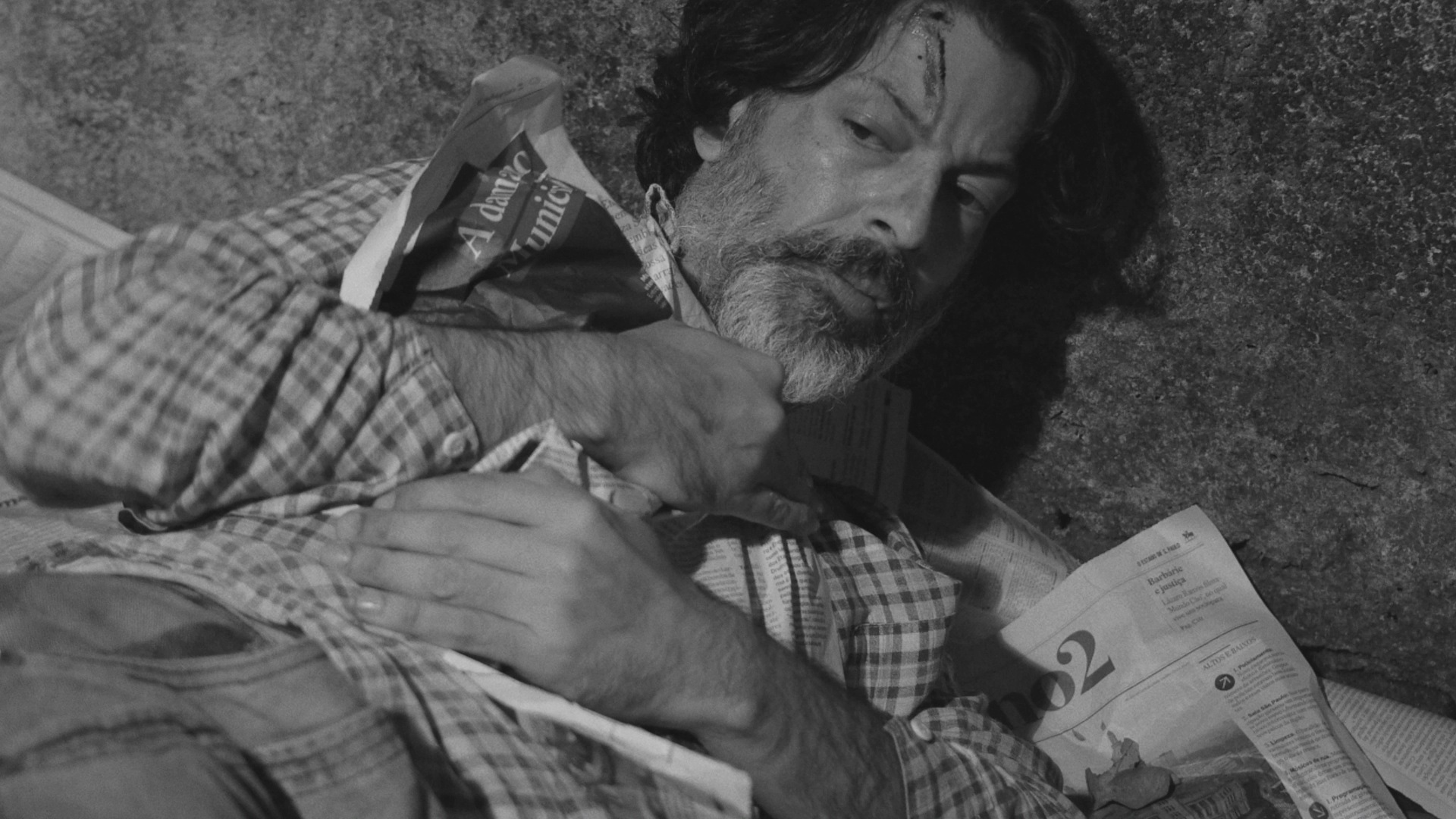
La scène finale
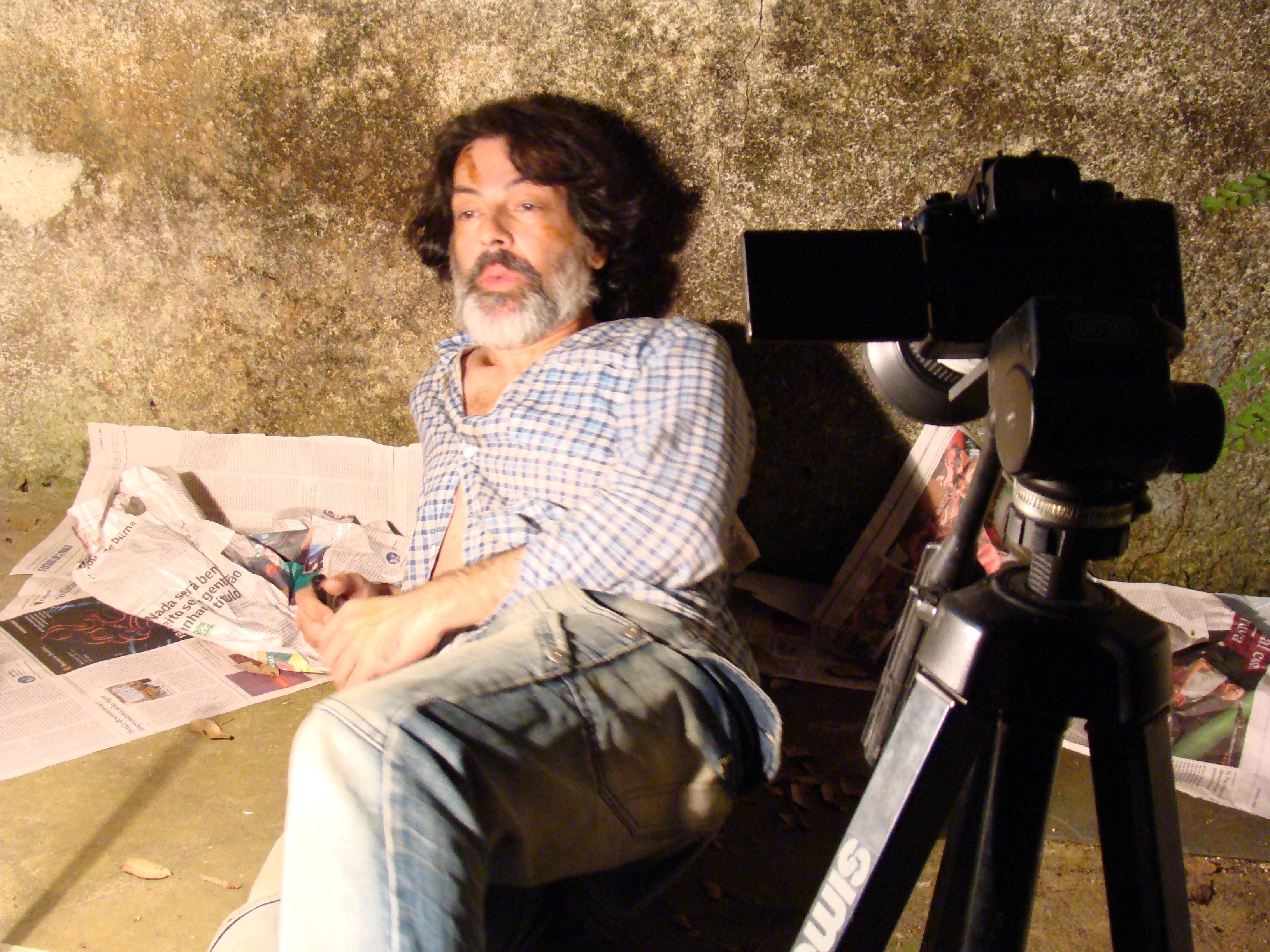
Making Of photo de la scène finale de Happy Birthday

### Autres films de Paulo Leão
- Por Que Você Veio Morar Aqui?
- A Hora[13]
- I Miss You
- Good Night
- J'Adore Travailler[14]